# Échelle de Shindo
L’échelle de Shindo (気象庁震度階級, Kishōchō shindo kaikyū) est l’échelle d’intensité sismique de l’Agence météorologique du Japon (JMA). Elle est utilisée au Japon pour mesurer la force des secousses d'un tremblement de terre. Contrairement à la magnitude, qui indique l'énergie totale libérée par le séisme et le représente donc avec une seule valeur, l’échelle de Shindo décrit le degré de tremblement d’un point à la surface de la Terre. Ainsi, la mesure d’un séisme varie selon l’endroit, et pourrait être décrit comme « shindo 4 à Tokyo, shindo 3 à Yokohama, shindo 2 à Shizuoka ». Son équivalent en Europe est l'Échelle macrosismique européenne (EMS98).
Cette échelle est notamment utilisée pour pouvoir organiser la réponse des secours vers les zones sinistrées mais aussi pour informer la population, qui sait rattacher les valeurs à des éléments concrets. Cela passe par notamment l'éducation concernant les risques naturels au Japon mais aussi l'utilisation de simulateurs de séismes. En effet, on sait par exemple qu'à partir de Shindo 5+, la puissance des secousses est telle qu'il devient difficile de tenir debout sans s'accrocher à un élément stable.
La JMA possède un réseau de 1 180 sismographes et 4 375 appareils de mesure d’intensité sismique, et fournit un rapport en temps réel aux médias et sur Internet.
D'autres organismes gouvernementaux, comme par exemple le National Research Institute for Earth Science and Disaster Resilience (NIED) possèdent leurs propres réseaux de stations de mesure d'intensité :
- le K-NET (Kyoshin Network) composé d'environ 1 000 stations accélérométriques installées en surface ;
- le KiK-net (Kiban Kyoshin Network) comprenant 700 paires de stations accélérométriques dont une est installée en surface et l'autre au fond d'un forage, allant jusqu'à plus de 2 km de profondeur pour certaines stations.

Les mesures brutes de Shindo (mais aussi d'accélération maximale du sol) sont disponibles en temps réel sur le site www.kmoni.bosai.go.jp.

## Explication de l'échelle de Shindo
L'échelle de Shindo va de 0 à 7, le grade 7 étant le plus fort. Quelquefois, les chiffres romains sont utilisés, comme pour l'échelle de Mercalli, cependant cela n'est pas d'usage courant au Japon. 
Les rapports d'intensité de la JMA sont calculés automatiquement à partir de l'accélération du sol, qui peut être exprimée en mètres par seconde carrée (m/s²) dans le système métrique (SI). Les données d'accélérations tri-dimensionnelles subissent en effet un filtrage puis la valeur de la norme la plus haute ayant duré au moins 0,3 seconde dans un intervalle de 1 minute est gardée. Enfin, cette valeur est passée dans une équation donnant l'intensité sismique mesurée.
Le tableau ci-dessous est une traduction de l'anglais du tableau d'explication de l'échelle Shindo du site de la Japan Meteorological Agency. 
| Échelle de Shindo | Effets sur les personnes                                                                                       | Effets à l'intérieur | Effets à l'extérieur |
| ----------------- | --- | --- | --- |
| 7 (Exceptionnel)  | Il est impossible de rester debout ou de se déplacer sans ramper. Des personnes peuvent être éjectées en l'air | La plupart des meubles non sécurisés se renversent ou peuvent même être éjectés en l'air.                                                                                      | Les tuiles et les vitres de la plupart des bâtiments se brisent et tombent. Dans certains cas, les murs renforcés s’effondrent.                                                          |
| 6+ (Considérable) | Il est impossible de rester debout ou de se déplacer sans ramper. Des personnes peuvent être éjectées en l'air | La plupart des meubles non sécurisés se déplacent et sont plus enclins à basculer.                                                                                             | Les tuiles et les vitres de beaucoup de bâtiments se brisent et tombent. Beaucoup de murs non renforcés s’effondrent.                                                                    |
| 6- (Important)    | Il est difficile de rester debout.                                                                             | Beaucoup de meubles non sécurisés se déplacent. Les portes peuvent rester coincées.                                                                                            | Les tuiles et les vitres de certains bâtiments se brisent et tombent. |
| 5+ (Majeur)       | Beaucoup de personnes ont du mal à se déplacer sans s'agripper à des éléments stables.                         | La vaisselle dans les placards et les objets sur les étagères ont de fortes chances de tomber. Les TV peuvent tomber de leur support.                                          | Beaucoup de murs non renforcés s’effondrent. Beaucoup de voitures s’arrêtent à cause de difficultés de conduite. Des distributeurs automatiques mal installés tombent occasionnellement. |
| 5- (Fort)         | Beaucoup de personnes sont effrayées et éprouvent le besoin de se tenir à un élément stable.                   | Les objets suspendus tels que les lampes se balancent violemment. La vaisselles et objets sur des étagères peuvent tomber. Certains meubles non sécurisés peuvent se déplacer. | Dans certains cas, des fenêtres peuvent se briser. Les personnes remarquent que les poteaux électriques bougent. Les routes peuvent être endommagées.                                    |
| 4 (Modéré)        | La plupart des personnes sont surprises ou se réveillent, certaines sont effrayées.                            | Les objets suspendus tels que les lampes se balancent significativement et la vaisselle vibre. Certains petits objets peuvent tomber.                                          | Les fils électriques se balancent de façon significative. La plupart des gens qui marchent remarquent les secousses.                                                                     |
| 3 (Léger)         | Ressenti par la plupart des gens à l’intérieur d’un bâtiment. Beaucoup de personnes qui dorment se réveillent. | Des bruits de vaisselle qui vibre peuvent être entendus. | Les fils électriques se balancent légèrement. Certaines personnes qui marchent remarquent les secousses.                                                                                 |
| 2 (Mineur)        | Ressenti par beaucoup de gens à l’intérieur d’un bâtiment. Certaines personnes qui dorment se réveillent.      | Les objets suspendus tels que les lampes se balancent légèrement. | |
| 1 (Très mineur)   | Ressenti uniquement par quelques personnes calmes à l’intérieur d’un bâtiment.                                 | | |
| 0 (Micro)         | Imperceptible aux personnes.                                                                                   | | |